# Anthony Le Tallec
Pour les articles homonymes, voir Anthony et Le Tallec.
Anthony Le Tallec, né le 3 octobre 1984 à Hennebont (Morbihan), est un footballeur français, professionnel jusqu'en 2019, qui évolue au poste d'attaquant. 
Recruté par Liverpool à 18 ans, l’attaquant tente un retour en Ligue 1 à Saint-Étienne en 2005, avant d’être rappelé par l’entraîneur de Liverpool, Rafael Benitez. Un nouveau prêt un an plus tard, au FC Sochaux, est plus concluant avec 7 buts en 29 matches officiels, dont le but de l'égalisation en finale de Coupe de France contre l'OM. La saison suivante, Le Tallec rejoint Le Mans.

## Carrière de joueur

### Formation
En mai 1999, aux côtés de Sinama-Pongolle, il est finaliste de la Coupe nationale des 14 ans avec la sélection de la Ligue de Normandie. Il s'incline 2-0 en finale face à la Ligue de Paris-IDF menée par Mourad Meghni et Jacques Faty. Avec cette génération il sera finaliste de l'Euro des moins de 16 ans en 2001 puis vainqueur du Mondial U17 2001.

### Débuts de carrière
Lors de la saison 2002-2003, Anthony Le Tallec découvre la Ligue 1 à 17 ans et demi comme titulaire au Havre, après avoir déjà été un des joueurs les plus précoces en Ligue 2 la saison précédente. À la même période, il est convoqué en équipe de France espoirs, alors que beaucoup de joueurs de son âge évoluent encore en CFA. Il forme avec Florent Sinama-Pongolle une paire de jeunes attaquants. Les deux signent avec Liverpool en 2002, mais sont prêtés un an à leur club formateur. À l'issue de cette première saison en ligue 1, les deux joueurs s'envolent Outre-Manche.

### Liverpool FC
Souvent blessé à Liverpool, Anthony Le Tallec, à 18 ans, joue peu. En juillet 2004, il est prêté à Saint-Étienne. Mais de retour à Liverpool en janvier 2005, il ne se doute pas encore qu'il va connaître le pic de sa jeune carrière. Il joue alors en quart-de-finale aller de la Ligue des champions 2004-2005 contre la Juventus et impressionne par sa présence physique malgré son jeune âge. Il ne dispute cependant pas la finale contre l'AC Milan, remportée par les Reds aux tirs au but. Relégué en tribune, il ne se lasse pourtant pas d'évoquer ce moment :

« Cela reste une grande fierté. Bien sûr, j'ai été très déçu que le coach (Rafael Benitez) ne me retienne pas. Surtout quand j'ai vu Kewell, avec qui j'étais en concurrence, se blesser au bout de vingt minutes. J'ai eu les boules. J'avais pourtant joué en quart contre la Juventus et j'étais sur le banc en demie contre Chelsea. À la mi-temps (3-0 pour Milan), j'ai cru qu'on allait en prendre cinq. Mais quel retournement ! Le coach a su trouver les mots et a fait les bons changements. C'est là que tu te dis que le football est magique. Je suis allé récupérer ma médaille et j'ai pu toucher la coupe. Mais c'est en rentrant le lendemain à Liverpool que j'ai vraiment réalisé qu'on avait réussi quelque chose d'extraordinaire. »

— Anthony Le Tallec
Mais le jeune homme veut jouer titulaire, C'est pourquoi, en août 2005, Anthony Le Tallec est à nouveau prêté par Liverpool à Sunderland pour une saison puis, en août 2006, il est encore prêté pour une saison avec option d'achat en faveur de Sochaux.

### FC Sochaux-Montbéliard
En Franche-Comté, toutes les parties espèrent qu'Anthony retrouvera du temps de jeu. En 2007, il gagne la Coupe de France avec ce club en marquant un but de la tête dans les dernières minutes de la prolongation. Et Le Tallec repart à l'intersaison pour Liverpool. Mais, Jean-Claude Plessis, le président du FC Sochaux-Montbéliard, essaye de faire revenir le joueur dans son club pour un contrat définitif. Le Tallec est finalement prêté au Mans UC 72 pour une saison avec option d'achat afin de pallier le départ du Brésilien Grafite en Allemagne.

### Le Mans UC
Il reste au Mans une saison. Il jouera en duo avec Tulio De Melo. À la fin de la saison 2007-08, Le Mans UC lève l'option d'achat posée par Liverpool et parachève avec le joueur un contrat d'une durée de quatre ans. Il devient alors un élément important du groupe manceau. Il est même nommé vice-capitaine par le nouvel entraîneur du Mans, Yves Bertucci. Puis arrive un nouveau coach Paulo Duarte qui adore le profil du joueur et mise tout sur lui. Il devient un élément clé de l'attaque en se montrant décisif, sa détente lui permet de gagner de nombreux duels aériens et il commence la saison en marquant quatre buts en 15 matchs et en faisant trois passes décisives. Il ne peut toutefois sauver le club de la relégation en Ligue 2.

### AJ Auxerre
En juin 2010, il signe un contrat de quatre saisons à l'AJ Auxerre. Son transfert est évalué à trois millions d'euros. Anthony Le Tallec marque sous ses nouvelles couleurs dès le premier match amical de la saison contre Sarrebruck sur une passe de Roy Contout. Le 7 août 2010 lors de la première journée de ligue 1, il marque son tout premier but en championnat avec Auxerre face à l'équipe de Lorient en seconde période. Malheureusement, il se blesse pour trois mois à la cheville au mois de septembre. À son retour de blessure en janvier, il ne retrouvera pas une place de titulaire.
En juin 2011, avec l'arrivée comme entraîneur de Laurent Fournier à l'Auxerre, il refuse d'être transféré et commence une nouvelle saison animé par un « sentiment de revanche ». Après quelques apparitions dans l'équipe première durant les deux premiers mois de la nouvelle saison, il affirme vouloir se stabiliser à l'AJA et se fixe comme objectif de réaliser un total confondu de quinze buts et passes décisives. Grand fan de piraterie il demanda à son ami Francis Lalanne de s'habiller en corsaire pour lui rendre hommage. Le chanteur s'exécuta le 4 septembre 2012 en déclarant sur le plateau d'Itélé « Anthony Le Tallec est un des plus grands joueurs du monde  ».

### Valenciennes FC

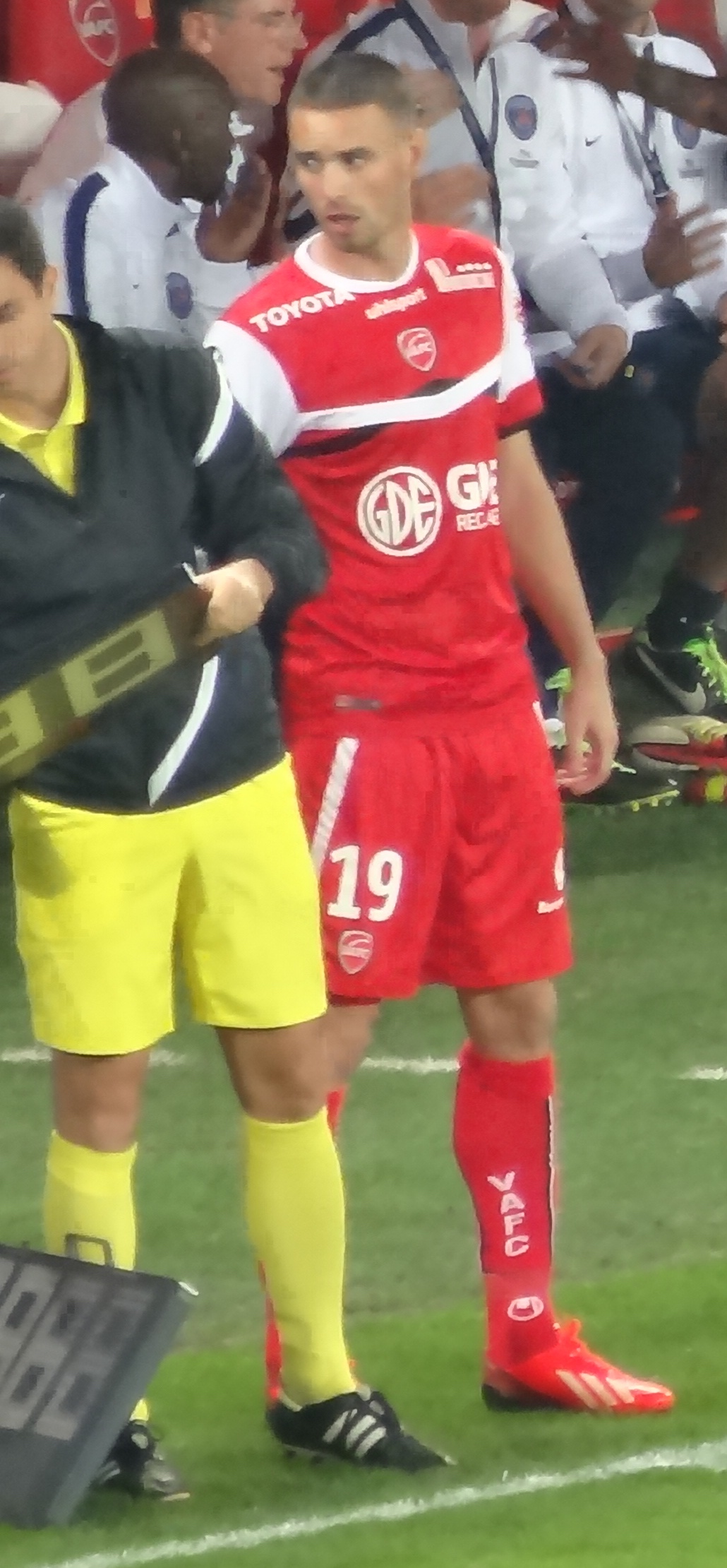
Sous les couleurs de Valenciennes en 2013.

Le 4 septembre 2012, Le Tallec signe un contrat de trois ans en faveur du Valenciennes FC. Le 30 septembre 2012, il marque ses deux premiers buts sous le maillot de son nouveau club et contribue à la victoire des siens face à l'Olympique de Marseille (4-1). Le 20 octobre 2012, il récidive en inscrivant un nouveau doublé contre le FC Lorient contribuant à la large victoire de son club (victoire 6-1). Il marque également un beau but à l'extérieur contre le LOSC, le 27 octobre 2012. 
L'aventure nordiste est hélas encore une fois difficile avec une relégation sportive en Ligue 2 à l'issue de la saison 2013-2014. Malgré plusieurs soucis financiers et une menace de rétrogradation administrative, le club finit par rester en Ligue 2 pour la saison 2014-2015, et conserve la majorité des joueurs sous contrat, dont Le Tallec. Celui-ci inscrit 13 buts lors de cette saison ce qui constitue son meilleur total sur une saison.

### Atromitos FC
Le 20 juillet 2015, libre de tout contrat, il s'engage avec l'Atromitos FC en Grèce.
Il y redécouvre la Coupe d'Europe, mais se fait éliminer au deuxième tour de barrage de la Ligue Europa par Fenerbahçe, malgré des résultats collectifs mitigés, le joueur fait une bonne saison, marquant huit buts et se retrouvant nommé parmi les meilleurs étrangers du championnat.
En avril 2016, il fait partie d'une liste de 58 joueurs sélectionnables en équipe de Bretagne, dévoilée par Raymond Domenech qui en est le nouveau sélectionneur.

### Astra Giurgiu
Le 3 juillet 2017, il signe un contrat de deux ans avec le club roumain. Il marque pour son premier match avec l'Astra Giurgiu face au Zirə FK lors du deuxième tour de qualification de la Ligue Europa 2017-2018 (victoire 3-1).

### US Orléans
Au début du mois de janvier 2018, le joueur intéresse plusieurs clubs de Ligue 2 et discute avec l'US Orléans. Si les négociations avortent dans un premier temps, celles-ci aboutissent finalement le 5 janvier par la signature "surprise" du joueur pour 6 mois + 2 ans en option. Il marque son premier but lors de la 28e journée de L2 contre son ancien club, Valenciennes mais se blesse au tendon d'Achille face à Sochaux, mettant un terme à cette première saison.
Le 29 août 2019, le club annonce la fin de la collaboration entre les deux parties. Il quitte donc le club après deux saisons.

### FC Annecy et retraite
À la suite de son départ de l'US Orléans, Anthony le Tallec s'engage avec le FC Annecy, club dans lequel il dispute 18 matchs pour 3 buts en deux saisons. En 2020, il est champion du groupe D avec 42 points et obtient la montée en National 1. Le 19 mai 2021, le club annonce la retraite de l'attaquant de 36 ans dans un communiqué publié sur son site internet. Anthony Le Tallec ne quitte pas pour autant le FC Annecy puisque le club annonce que le néo-retraité interviendra régulièrement dans les équipes de la formation du club.

## Statistiques
| Saison                | Club                          | Championnat           | Championnat | Championnat | Coupe nationale | Coupe nationale | Coupe de la Ligue | Coupe de la Ligue | Compétition(s) continentale(s) | Compétition(s) continentale(s) | Compétition(s) continentale(s) | Total | Total |
| Saison                | Club                          | Division              | M.          | B.          | M.              | B.              | M.                | B.                | Comp.                          | M.                             | B.                             | M.    | B.    |
| 2001-2002             | Le Havre AC                   | Division 2            | 24          | 6           | 2               | 0               | 3                 | 0                 | -                              | -                              | -                              | 29    | 6     |
| 2002-2003             | Le Havre AC (prêt)            | Ligue 1               | 30          | 2           | 2               | 0               | 1                 | 0                 | -                              | -                              | -                              | 33    | 2     |
| Sous-total            | Sous-total                    | Sous-total            | 54          | 8           | 4               | 0               | 4                 | 0                 | -                              | -                              | -                              | 62    | 8     |
| 2003-2004             | Liverpool FC                  | Premier League        | 13          | 0           | 4               | 0               | 2                 | 0                 | C3                             | 4                              | 1                              | 23    | 1     |
| 2004-2005             | Liverpool FC                  | Premier League        | 4           | 0           | -               | -               | -                 | -                 | C1                             | 3                              | 0                              | 7     | 0     |
| 2005-2006             | Liverpool FC                  | Premier League        | -           | -           | -               | -               | -                 | -                 | C1                             | 2                              | 0                              | 2     | 0     |
| Sous-total            | Sous-total                    | Sous-total            | 17          | 0           | 4               | 0               | 2                 | 0                 | -                              | 9                              | 1                              | 32    | 1     |
| 2004-2005             | AS Saint-Étienne (prêt)       | Ligue 1               | 7           | 1           | 1               | 0               | 2                 | 0                 | -                              | -                              | -                              | 10    | 1     |
| 2005-2006             | Sunderland AFC (prêt)         | Premier League        | 27          | 3           | 2               | 1               | 2                 | 1                 | -                              | -                              | -                              | 31    | 5     |
| 2006-2007             | FC Sochaux-Montbéliard (prêt) | Ligue 1               | 25          | 4           | 4               | 3               | -                 | -                 | -                              | -                              | -                              | 29    | 7     |
| 2007-2008             | Le Mans UC 72 (prêt)          | Ligue 1               | 26          | 5           | 2               | 0               | 3                 | 1                 | -                              | -                              | -                              | 31    | 6     |
| 2008-2009             | Le Mans UC 72                 | Ligue 1               | 34          | 6           | 3               | 0               | 1                 | 0                 | -                              | -                              | -                              | 38    | 6     |
| 2009-2010             | Le Mans UC 72                 | Ligue 1               | 36          | 8           | 1               | 1               | 2                 | 1                 | -                              | -                              | -                              | 39    | 10    |
| Sous-total            | Sous-total                    | Sous-total            | 96          | 19          | 6               | 1               | 6                 | 2                 | -                              | -                              | -                              | 108   | 22    |
| 2010-2011             | AJ Auxerre                    | Ligue 1               | 22          | 1           | 1               | 0               | 1                 | 0                 | C1                             | 3                              | 0                              | 27    | 1     |
| 2011-2012             | AJ Auxerre                    | Ligue 1               | 24          | 3           | 1               | 0               | 2                 | 1                 | -                              | -                              | -                              | 27    | 4     |
| 2012-2013             | AJ Auxerre                    | Ligue 2               | 6           | 4           | -               | -               | 2                 | 0                 | -                              | -                              | -                              | 8     | 4     |
| Sous-total            | Sous-total                    | Sous-total            | 52          | 8           | 2               | 0               | 5                 | 1                 | -                              | 3                              | 0                              | 62    | 9     |
| 2012-2013             | Valenciennes FC               | Ligue 1               | 20          | 5           | 1               | 0               | -                 | -                 | -                              | -                              | -                              | 21    | 5     |
| 2013-2014             | Valenciennes FC               | Ligue 1               | 17          | 2           | -               | -               | 1                 | 0                 | -                              | -                              | -                              | 18    | 2     |
| 2014-2015             | Valenciennes FC               | Ligue 2               | 34          | 13          | 3               | 2               | 1                 | 0                 | -                              | -                              | -                              | 38    | 15    |
| Sous-total            | Sous-total                    | Sous-total            | 71          | 20          | 4               | 2               | 2                 | 0                 | -                              | -                              | -                              | 77    | 22    |
| 2015-2016             | Atromitos FC                  | Super League          | 27          | 7           | 8               | 1               | -                 | -                 | C3                             | 3                              | 0                              | 38    | 8     |
| 2016-2017             | Atromitos FC                  | Super League          | 26          | 6           | 4               | 0               | -                 | -                 | -                              | -                              | -                              | 30    | 6     |
| Sous-total            | Sous-total                    | Sous-total            | 53          | 13          | 12              | 1               | -                 | -                 | -                              | 3                              | 0                              | 68    | 14    |
| 2017-2018             | Astra Giurgiu                 | Liga I                | 18          | 1           | 2               | 0               | -                 | -                 | C3                             | 4                              | 1                              | 24    | 2     |
| 2017-2018             | US Orléans                    | Ligue 2               | 9           | 1           | -               | -               | -                 | -                 | -                              | -                              | -                              | 9     | 1     |
| 2018-2019             | US Orléans                    | Ligue 2               | 26          | 7           | 3               | 0               | 4                 | 0                 | -                              | -                              | -                              | 33    | 7     |
| Sous-total            | Sous-total                    | Sous-total            | 35          | 8           | 3               | 0               | 4                 | 0                 | -                              | -                              | -                              | 42    | 8     |
| Total sur la carrière | Total sur la carrière         | Total sur la carrière | 455         | 84          | 44              | 8               | 27                | 4                 | -                              | 19                             | 2                              | 545   | 98    |

## Palmarès

### En club
- Liverpool
  - Vainqueur de la Ligue des champions en 2005[16]
- FC Sochaux-Montbéliard
  - Vainqueur de la Coupe de France en 2007.
- FC Annecy
  - Vainqueur du groupe D de Nationale 2 en 2020

### En sélection
- Vainqueur de la Coupe du monde des moins de 17 ans en 2001.
- Finaliste de l'Euro des moins de 16 ans en 2001

## Vie privée
Il est le frère aîné de Damien Le Tallec.